# John Baptist Choi Deok-hong
John Baptist Choi Deok-hong (in coreano: 최덕홍 요한; Daegu, 7 luglio 1902 – Daegu, 14 dicembre 1954) è stato un vescovo cattolico sudcoreano.

## Biografia
John Baptist Choi Deok-hong nacque il 7 luglio 1902 a Daegu.
Nel 1914 iniziò gli studi religiosi entrando nel seminario San Giustino a Daegu.
Fu ordinato presbitero il 29 maggio 1926. Dopo l'ordinazione sacerdotale fu inviato sull'isola di Jeju dove fu nominato parroco dal 1929 al 1940. Venne poi richiamato a Daegu dove fu professore al seminario San Giustino fino al 1942 e successivamente venne nominato professore per il seminario del Sacro Cuore a Seul e nel 1944 fu nominato parroco della parrocchia di Mokpo fino alla sua nomina episcopale.
Il 9 dicembre 1948 papa Pio XII lo nominò vicario apostolico di Taiku assegnandogli la sede titolare di Antedone. Ricevette l'ordinazione episcopale il 30 gennaio 1949 per imposizione delle mani del futuro arcivescovo Paul Ro Ki-nam. Fu il primo vescovo di Daegu di origine coreana.
Svolse il suo ministero nel momento peggiore della storia coreana, durante la terribile guerra di Corea, e nel corso del conflitto si adoperò per aiutare i tanti bisognosi e sfollati che cercavano rifugio, dato che il territorio del vicariato venne in parte risparmiato dalla conquista dell'esercito comunista della Corea del Nord. Diede rifugio e assistenza anche ai monaci benedettini che fuggirono dall'Abbazia territoriale di Tokwon, aiutando nella fondazione di un nuovo monastero a Waegwan. Ebbe anche particolare cura nel promuovere l'istruzione femminile fondando la scuola media femminile di Busanseongmo e l'Università femminile di Hyosung. Fu anche fautore dell'evangelizzazione tramite mass media, fondando nel 1949 il giornale Catholic Newspaper. Per tali meriti, l'8 aprile 2004 gli venne dedicato un busto in suo onore nei pressi della cattedrale
Resse il vicariato per 6 anni morendo improvvisamente a Daegu il 14 dicembre 1954 all'età di 52 anni.

## Genealogia episcopale
La genealogia episcopale è:
- Cardinale Scipione Rebiba
- Cardinale Giulio Antonio Santori
- Cardinale Girolamo Bernerio, O.P.
- Arcivescovo Galeazzo Sanvitale
- Cardinale Ludovico Ludovisi
- Cardinale Luigi Caetani
- Cardinale Ulderico Carpegna
- Cardinale Paluzzo Paluzzi Altieri degli Albertoni
- Papa Benedetto XIII
- Papa Benedetto XIV
- Papa Clemente XIII
- Cardinale Marcantonio Colonna
- Cardinale Giacinto Sigismondo Gerdil, B.
- Cardinale Giulio Maria della Somaglia
- Cardinale Carlo Odescalchi, S.I.
- Vescovo Eugène de Mazenod, O.M.I.
- Cardinale Joseph Hippolyte Guibert, O.M.I.
- Cardinale François-Marie-Benjamin Richard
- Arcivescovo Gustave Mutel, M.E.P.
- Vescovo Adrien-Joseph Larribeau, M.E.P. (1927)
- Arcivescovo Paul Kinam Ro
- Vescovo John Baptist Choi Deok-hong